# Рюпельський ярус
| Система/ Період                                                          | Відділ/ Епоха    | Ярус/ Вік           | Вік (млн років) | Вік (млн років) |
| ------------------------------------------------------------------------ | ---------------- | ------------------- | --------------- | --------------- |
| Неоген, N                                                                | Міоцен, N1       | Аквітанський, N1aqt | молодше         | молодше         |
| Палеоген, Ꝑ                                                              | Олігоцен, Ꝑ3     | Хаттський, Ꝑ3h      | 23,03           | 27,82           |
| Палеоген, Ꝑ                                                              | Олігоцен, Ꝑ3     | Рюпельський, Ꝑ3r    | 27,82           | 33,9            |
| Палеоген, Ꝑ                                                              | Еоцен, Ꝑ2        | Приабонський, Ꝑ2p   | 33,9            | 37,8            |
| Палеоген, Ꝑ                                                              | Еоцен, Ꝑ2        | Бартонський, Ꝑ2b    | 37,8            | 41.2            |
| Палеоген, Ꝑ                                                              | Еоцен, Ꝑ2        | Лютецький, Ꝑ2l      | 41,2            | 47,8            |
| Палеоген, Ꝑ                                                              | Еоцен, Ꝑ2        | Іпрський, Ꝑ2i       | 47,8            | 56,0            |
| Палеоген, Ꝑ                                                              | Палеоцен, Ꝑ1     | Танетський, Ꝑ1t     | 56,0            | 59,2            |
| Палеоген, Ꝑ                                                              | Палеоцен, Ꝑ1     | Зеландський, Ꝑ1z    | 59,2            | 61,6            |
| Палеоген, Ꝑ                                                              | Палеоцен, Ꝑ1     | Данський, Ꝑ1d       | 61,6            | 66,0            |
| Крейда, K                                                                | Верхня/Пізня, K2 | Маастрихтський, K2m | древніше        | древніше        |
| Підрозділи палеогенової системи наведені згідно МКС, станом на 2018 рік. |                  |                     |                 |                 |
| п о р                                                                    |                  |                     |                 |                 |

Рюпельський вік і ярус (рос. рюпельский ярус, англ. Rupelian, нім. Rupel(ian) n, Rupelium n) — перший знизу геологічний ярус олігоцену Західної Європи. Відповідає відкладам нижнього-середнього олігоцену. Від назви річки Рюпель у Бельгії.
Синонім — Стампійський ярус (Названий за давньоримською назвою гори Етамп — Стампіум, Франція (Rouvill, 1853)).